# Championnat du Qatar de football 1997-1998
 (juin 2023).
Si vous disposez d'ouvrages ou d'articles de référence ou si vous connaissez des sites web de qualité traitant du thème abordé ici, merci de compléter l'article en donnant les références utiles à sa vérifiabilité et en les liant à la section « Notes et références ».
Navigation
Saison précédente Saison suivante
La saison 1997-1998 du Championnat du Qatar de football est la trente-quatrième édition du championnat national de première division au Qatar. Les neuf meilleures équipes du pays sont regroupées au sein d'une poule unique où elles s'affrontent deux fois, à domicile et à l'extérieur. En fin de saison, il n'y a ni promotion, ni relégation et les quatre premiers du classement disputent la Prince Crown Cup, qui offre les places en Coupe d'Asie des clubs champions et en Coupe des clubs champions du golfe Persique. 
C'est le club d'Al Ittihad Doha qui remporte la compétition, après avoir terminé en tête du classement final, avec trois points d'avance sur Al-Rayyan SC et six sur le duo Al-Arabi-Sadd SC. C'est le 2e titre de champion du Qatar de l'histoire du club, qui réussit même le doublé en remportant (pour la 4e saison consécutive) la Coupe du Qatar aux dépens d'Al Ahly Doha. 

## Les clubs participants
| - Al-Rayyan SC - Al-Arabi Sports Club - Al Ahly Doha - Al Taawun - Al Ittihad Doha - Qatar SC - Sadd Sports Club - Al Shamal - Al-Wakrah Sports Club |

## Compétition

### Classement
Le classement est établi sur le barème de points classique (victoire à 3 points, match nul à 1, défaite à 0).
| Rang | Équipe                   | Pts | J  | G  | N | P  | Bp | Bc | Diff |
| ---- | ------------------------ | --- | -- | -- | - | -- | -- | -- | ---- |
| 1    | Al Ittihad Doha (C)      | 32  | 16 | 10 | 5 | 1  | 23 | 13 | +10  |
| 2    | Al-Rayyan SC             | 29  | 16 | 9  | 2 | 5  | 20 | 14 | +6   |
| 3    | Sadd Sports Club         | 26  | 16 | 7  | 5 | 4  | 25 | 13 | +12  |
| 4    | Al-Arabi Sports Club (T) | 26  | 16 | 7  | 5 | 4  | 21 | 15 | +6   |
| 5    | Al Ahly Doha             | 26  | 16 | 7  | 5 | 4  | 20 | 20 | 0    |
| 6    | Qatar SC                 | 19  | 16 | 5  | 4 | 7  | 17 | 22 | -5   |
| 7    | Al-Wakrah Sports Club    | 18  | 16 | 5  | 3 | 8  | 20 | 19 | +1   |
| 8    | Al Taawun                | 12  | 16 | 3  | 3 | 10 | 17 | 29 | -12  |
| 9    | Al Shamal                | 11  | 16 | 3  | 2 | 11 | 16 | 34 | -18  |

|  | Qualification pour la Prince Crown Cup                     |
|  | Qualification pour la Coupe des Coupes 1998-1999           |
|  | (T) : Tenant du titre (C) : Vainqueur de la Coupe du Qatar |

### Prince Crown Cup

#### Demi-finales
| Équipe 1        | Résultat      | Équipe 2             | Aller | Retour |
| --------------- | ------------- | -------------------- | ----- | ------ |
| Al Ittihad Doha | 4 - 4 3-4 tab | Al-Arabi Sports Club | 1 - 0 | 3 - 4  |
| Al-Rayyan SC    | 2 - 2 2-3 tab | Sadd Sports Club     | 2 - 2 | 0 - 0  |

#### Finale
| Équipe 1         | Résultat | Équipe 2             |
| ---------------- | -------- | -------------------- |
| Sadd Sports Club | 3 - 2    | Al-Arabi Sports Club |

- Sadd Sports Club se qualifie pour la Coupe d'Asie des clubs champions 1999-2000 tandis qu'Al-Arabi Sports Club obtient son billet pour la Coupe des clubs champions du golfe Persique 1998.

## Bilan de la saison
| Championnat du Qatar de football 1997-1998                        |                            |
| Champion                                                          | Al Ittihad Doha (2e titre) |
| Coupes et trophées                                                |                            |
| Vainqueur de la Coupe du Qatar 1997-1998                          | Al Ittihad Doha            |
| Qualifications continentales                                      |                            |
| Coupe d'Asie des clubs champions 1999-2000                        | Sadd Sports Club           |
| Coupe des Coupes 1998-1999                                        | Al Ahly Doha               |
| Coupe des clubs champions du golfe Persique 1998                  | Al-Arabi Sports Club       |
| Promotions et relégations                                         |                            |
| Promus en Qatar Stars League                                      | Aucun                      |
| Relégués en Championnat du Qatar de football de deuxième division | Aucun                      |